# Stade central (Iekaterinbourg)
Le stade central (en russe : Центральный стадион, Tsentralnyi Stadion), ou Iekaterinbourg Arena, est un stade multi-fonctions situé à Iekaterinbourg, Russie. Son club résident est le FK Oural Iekaterinbourg. Il se trouve 5 rue Répine, non loin de la place des Communards.
La capacité actuelle du stade est de 35 696 places.

## Événements
Le stade central fait partie des stades où se sont déroulés les matchs de la coupe du monde de football 2018. En raison des conditions imposées par la FIFA, le stade a augmenté sa capacité d'accueil de 23 000 à 35 000 places. Cependant, l'architecture stalinienne, classant le stade parmi des sites protégés, a empêché d'importants travaux. Ainsi, pour contourner ce problème et satisfaire les conditions de la FIFA, la stade a rajouté deux tribunes temporaires en dehors du stade pouvant accueillir 6 000 supporters chacune.

## Matchs de compétitions internationales
| Date         | Heure         | Tour     | Équipe 1 | Score | Équipe 2 | Affluence |
| ------------ | ------------- | -------- | -------- | ----- | -------- | --------- |
| 15 juin 2018 | 17 h 00 UTC+5 | Groupe A | Égypte   | 0 - 1 | Uruguay  | 27 015    |
| 21 juin 2018 | 17 h 00 UTC+5 | Groupe C | France   | 1 - 0 | Pérou    | 32 789    |
| 24 juin 2018 | 20 h 00 UTC+5 | Groupe H | Japon    | 2 - 2 | Sénégal  | 32 572    |
| 27 juin 2018 | 19 h 00 UTC+5 | Groupe F | Mexique  | 0 - 3 | Suède    | 33 061    |

## Services
Au stade les services suivants sont offerts aux supporteurs :
- Support de navigation et d’information par l’intermédiaire des volontaires.
- Information (bureau d’enregistrement des enfants, stockage des poussettes, bureau des objets trouvés).
- Une consigne.
- Commentaires audio-descriptifs pour les supporteurs non-voyants et malvoyants.

Il y a des fauteuils hors-standard pour les personnes en surpoids. Pour les personnes aux possibilités limitées, dans la structure des tribunes des zones panoramiques spéciales ont été installées où il y a de l’espace pour les fauteuils roulants et les personnes accompagnant.

### Conditions pour les personnes aux possibilités limitées
Un secteur pour les personnes aux possibilités limitées a été mis en place au stade. Dans ce secteur les places sont installées sous le toit et séparées des autres places à l’aide des lices d’appui et des verres. Toutes les places sont spécialement adoptées pour les personnes en fauteuils roulants : les sièges sont séparés par une distance d’un mètre et demie.

## Sécurité des spectateurs
La sécurité des spectateurs, des participants des matchs et des employés du stade est assurée par le biais de système de contrôle et de passage et d’ensemble de mesures élaborées dans l’objectif de la lutte antiterroriste. Sur l’arène, des systèmes « KROK » (en russe «КРОК») et des systèmes de suivi des systèmes d’ingénierie et des constructions (SMIS (Système structuré de suivi et de gestion des systèmes d’ingénierie des bâtiments et édifices) et SMIK (Système de suivi des constructions d’ingénierie)) ont été mis en place. Cela permet de rapidement transmettre des informations actuelles sur l’état d’un objet vers le poste des services de surveillance et de dispatching.

## Galerie

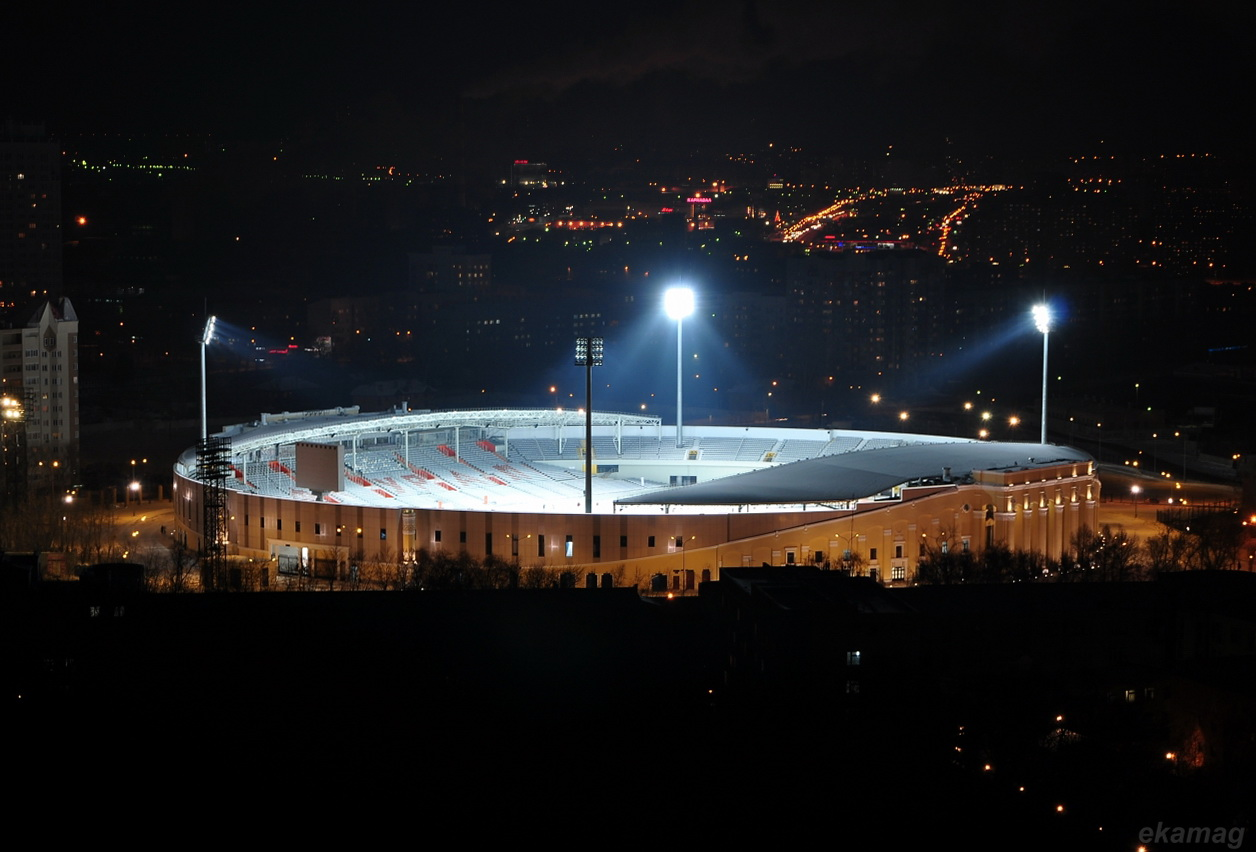
Ancien stade
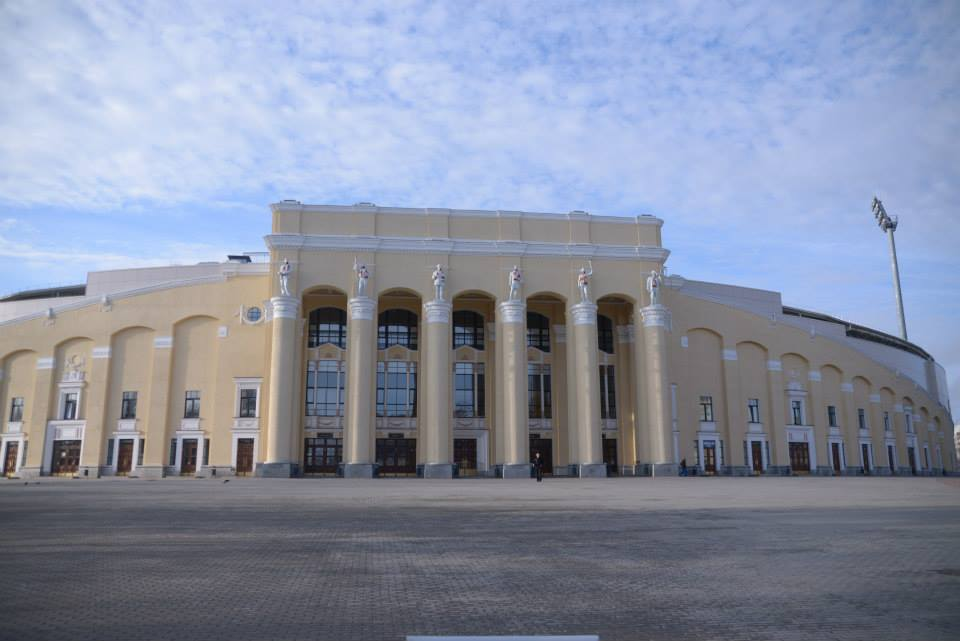
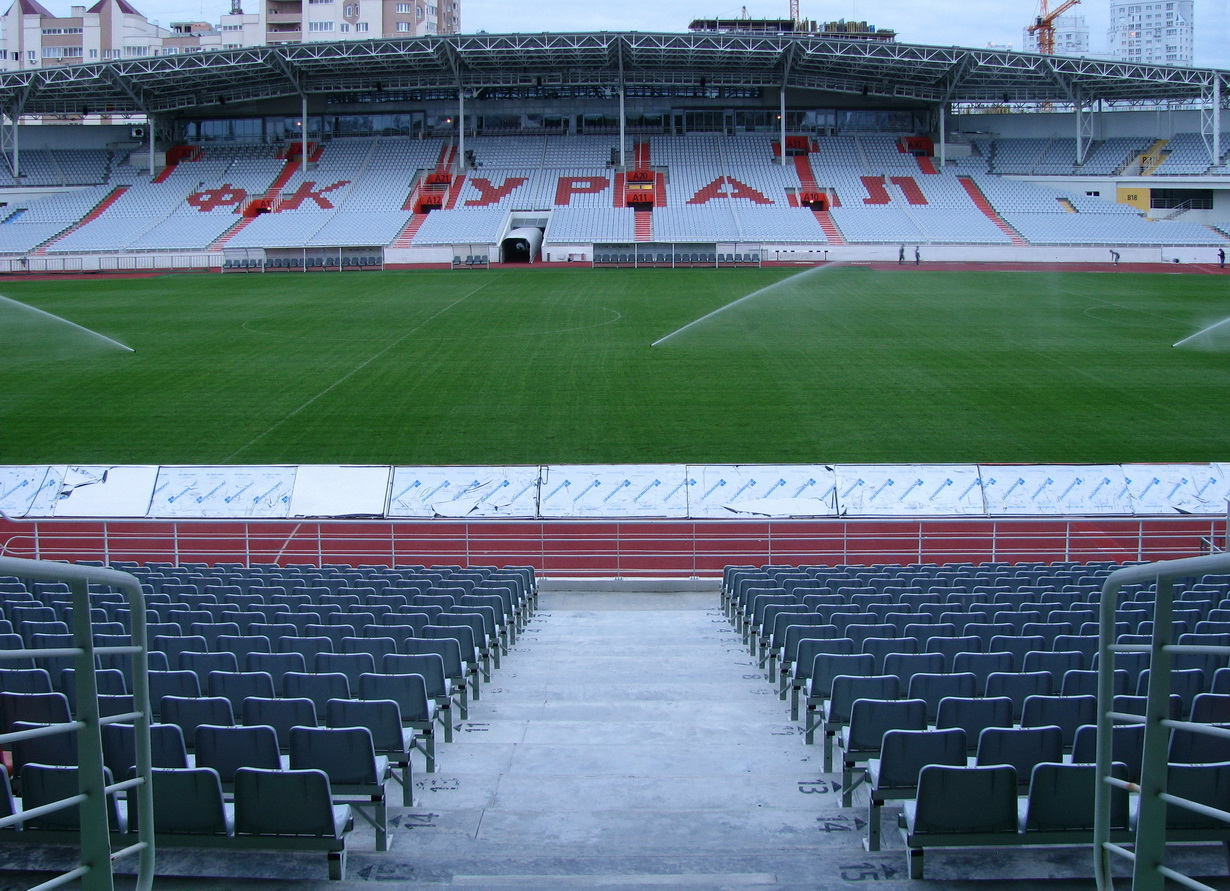
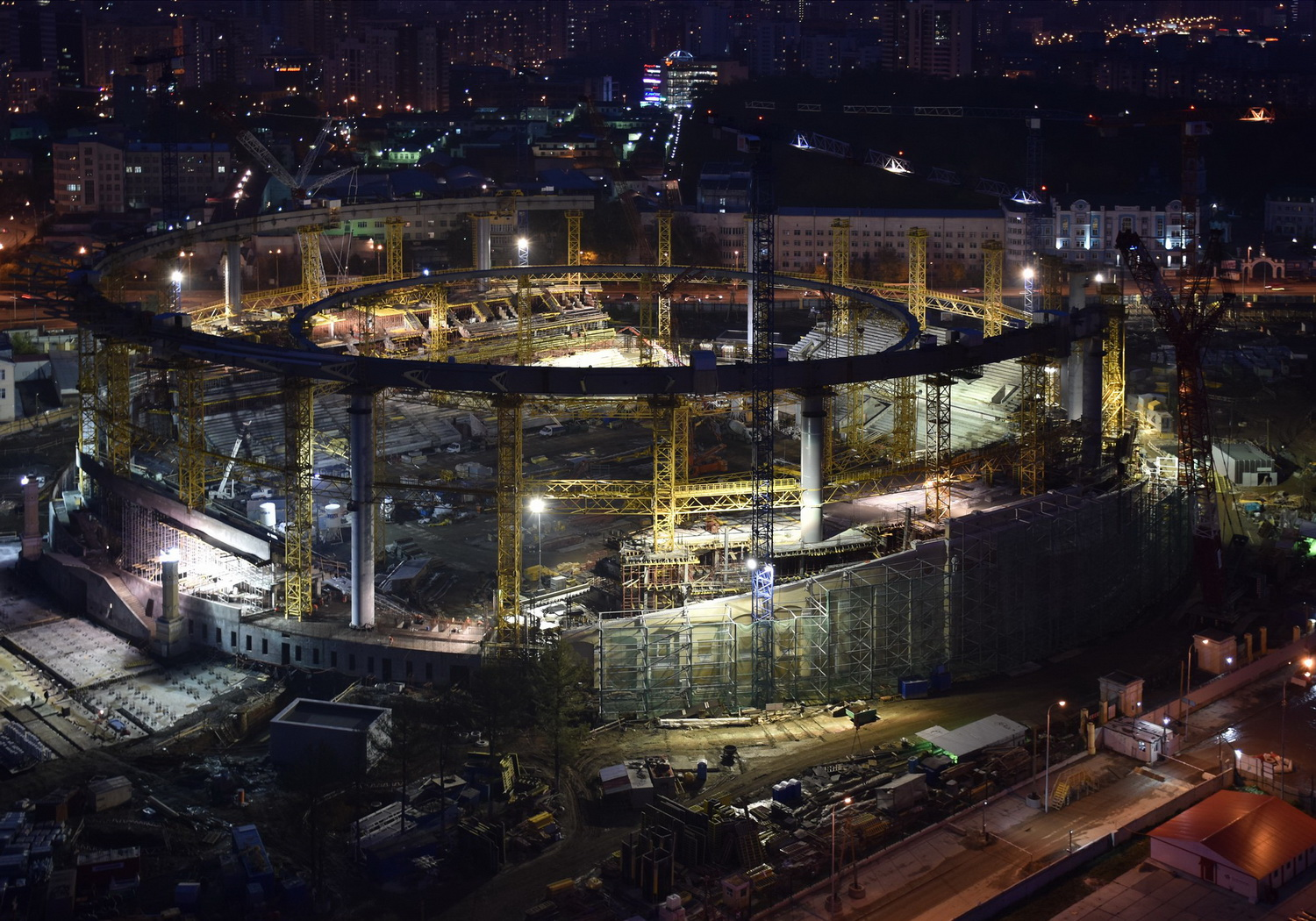